# Giovanni Bucci
Giovanni Bucci (Fossombrone, 15 settembre 1883 – Montecatini Terme, 5 ottobre 1961) è stato uno scrittore italiano.

## Biografia
Fratello maggiore del pittore Anselmo Bucci, nel 1894-98 frequenta il ginnasio a Este. Vince, poi, il concorso per il posto gratuito della diocesi di Fossombrone nel Seminario Pio di Roma. Nel primo anno di teologia si ritira quasi al termine del corso, passando, dopo la laurea in lettere (1907), presso l'Accademia scientifico-letteraria di Milano. Nel 1922 diviene professore di italiano, docenza che svolge all'Istituto tecnico di Reggio Emilia. Si trasferisce poi presso altri licei.
Durante la sua attività collabora, a volte anche con lo pseudonimo di "Frate Ilario" e "Job", con alcune riviste come Il Ponte, Pegaso, Nuova Antologia, e quotidiani come La Nazione, Il Resto del Carlino, L'Italia, L'Avvenire d'Italia.
I temi da lui affrontati riguardano eventi della propria vita e riflessioni sulla spiritualità, insieme al ricordo del proprio paese. Tra i suoi lavori più importanti le prove narrative di Viale dei Colli e L'amante di mia cugina, recensite da Cesare Zavattini; la raccolta de Le più belle pagine di Giovanni Rajberti, Milano, Fratelli Treves, 1936. Nel 2002 la casa editrice Giunti ha pubblicato una sua raccolta di racconti inediti col titolo di Primi amori, con illustrazioni del fratello Anselmo. Nel saggio Cantori ("Nuova Antologia" 1937) ha dato un ritratto della Chiesa romana degli anni '30 criticato da Giuseppe De Luca. Nel Camposanto di Fossombrone, vicino alla cappella dei canonici della cattedrale, è ricordato con questa lapide:
```
       GIOVANNI BUCCI
     OGNI GIORNO VICINO
      ALLA  SUA TERRA
      AI SUOI RICORDI
      EDUCÒ I GIOVANI
     AIUTÒ GLI INFELICI
       AMÒ LE COSE 
     SEMPLICI E  BUONE
  FOSSOMBRONE - MONTECATINI
     1883         1961
```

## Opere principali
- L'amante di mia cugina: novelle serene, Arezzo, Editoriale italiana contemporanea, 1928
- La poesia di Orazio Lapini, Arezzo, U. Viviani, 1928
- Appunti leopardiani, Arezzo, Editoriale It. Contemporanea (E. Zelli), 1928
- Viale dei Colli, Arezzo, Editoriale It. Contemporanea (E. Zelli), 1928
- I miei Zoccolanti, Fossombrone, Monacelli, 1930
- Il pragmatismo del Manzoni, Firenze, Tip. Stella, 1933
- Le più belle pagine di Giovanni Rajberti, Milano, Fratelli Treves Editori, 1936
- Le Lettere eucaristiche, Pesaro, Tip. Buona Stampa, 1936
- Giulio Salvadori, Operaio della parola, Firenze, Univ. francescana, 1940
- Arripadarno, Padova, Le Tre Venezie, 1943
- La fascia pavonazza, Firenze, Marzocco, 1943
- Per una mancata riedizione dei Canti del Mercantini, Ascoli Piceno, Soc. Tipolit., 1957
- Antonio Guadagnoli (Nel primo centenario della morte: 1858-1958), Arezzo, Zelli, 1960
- Le Marche del Leopardi (postumo), Fossombrone, Bartoloni e Aiudi, 1969
- Il mio paese (postumo), Cupra Marittima, Archeoclub di Cupra Marittima, Ed. Il Segno, 1986
- Primi Amori (postumo), Firenze, Giunti, 2002, ISBN 88-09-02644-6
- I miei Zoccolanti - Leggendo la storia di Augusto Vernarecci (inedito), Fossombrone, Comune di Fossombrone - Assessorato Beni e Attività Culturali, 2011